# Società Sportiva Lanciano 2004-2005
Questa pagina raccoglie le informazioni riguardanti la Società Sportiva Lanciano nelle competizioni ufficiali della stagione 2004-2005.

## Rosa
| N. |                    | Ruolo | Calciatore            |
| -- | ------------------ | ----- | --------------------- |
|    | Italia (bandiera)  | C     | Antonio Amita         |
|    | Italia (bandiera)  | A     | Orlando Aquino        |
|    | Italia (bandiera)  | D     | Andrea Bussi          |
|    | Italia (bandiera)  | D     | Gaetano Calà Campagna |
|    | Italia (bandiera)  | P     | Andrea Cano           |
|    | Italia (bandiera)  | D     | Federico Cavola       |
|    | Italia (bandiera)  | P     | Cristian Chessari     |
|    | Italia (bandiera)  | D     | Salvatore Chiaramonte |
|    | Camerun (bandiera) | A     | Dani Chigou           |
|    | Italia (bandiera)  | C     | Giorgio Cini          |
|    | Italia (bandiera)  | C     | Nicola Cingolani      |
|    | Italia (bandiera)  | A     | Andrea Conti (I)      |
|    | Italia (bandiera)  | C     | Andrea Costantini     |
|    | Italia (bandiera)  | D     | Claudio Finetti       |
|    | Italia (bandiera)  | C     | Nicola Fiore          |

| N. |                     | Ruolo | Calciatore                  |
| -- | ------------------- | ----- | --------------------------- |
|    | Italia (bandiera)   | C     | Giuliano Massimo Gentilini  |
|    | Iran (bandiera)     | A     | Alì Lolli                   |
|    | Germania (bandiera) | A     | Fabio Lorieri               |
|    | Italia (bandiera)   | D     | Emanuele Masini             |
|    | Brasile (bandiera)  | C     | Adriano Mezavilla           |
|    | Italia (bandiera)   | C     | Ludovico Moresi             |
|    | Italia (bandiera)   | D     | Tommaso Movilli             |
|    | Italia (bandiera)   | A     | Maurizio Nassi              |
|    | Italia (bandiera)   | D     | Rocco Roberto Paris         |
|    | Brasile (bandiera)  | C     | Paolo Jorge Cassova Ribeiro |
|    | Italia (bandiera)   | A     | Andrea Soncin               |
|    | Italia (bandiera)   | C     | Andrea Soncin               |
|    | Italia (bandiera)   | A     | Daniele Tealdi              |
|    | Italia (bandiera)   | D     | Carmine Tersini             |
|    | Italia (bandiera)   | C     | Giuseppe Ticli              |

## Risultati

### Campionato

#### Girone di andata
| 12 settembre 2004 1ª giornata | Avellino | 3 – 1 | Lanciano |  |

| 19 settembre 2004 2ª giornata | Lanciano | 2 – 1 | Sporting Benevento |  |

| 26 settembre 2004 3ª giornata | Padova | 2 – 3 | Lanciano |  |

| 3 ottobre 2004 4ª giornata | Lanciano | 1 – 2 | Napoli |  |

| 10 ottobre 2004 5ª giornata | SPAL | 1 – 2 | Lanciano |  |

| 17 ottobre 2004 6ª giornata | Lanciano | 2 – 0 | Rimini |  |

| 24 ottobre 2004 7ª giornata | Giulianova | 1 – 0 | Lanciano |  |

| 31 ottobre 2004 8ª giornata | Lanciano | 2 – 1 | Martina |  |

| 7 novembre 2004 9ª giornata | Foggia | 1 – 1 | Lanciano |  |

| 14 novembre 2004 10ª giornata | Chieti | 0 – 0 | Lanciano |  |

| 21 novembre 2004 11ª giornata | Lanciano | 2 – 1 | Sora |  |

| 28 novembre 2004 12ª giornata | Fermana | 1 – 0 | Lanciano |  |

| 5 dicembre 2004 13ª giornata | Lanciano | 3 – 1 | Teramo |  |

| 8 dicembre 2004 14ª giornata | Lanciano | 1 – 1 | Sambenedettese |  |

| 12 dicembre 2004 15ª giornata | Cittadella | 2 – 1 | Lanciano |  |

| 19 dicembre 2004 16ª giornata | Lanciano | 1 – 0 | Vis Pesaro |  |

| 6 gennaio 2005 17ª giornata | Reggiana | 0 – 0 | Lanciano |  |

#### Girone di ritorno
| 9 gennaio 2005 18ª giornata | Lanciano | 0 – 1 | Avellino |  |

| 16 gennaio 2005 19ª giornata | Benevento | 1 – 1 | Lanciano |  |

| 23 gennaio 2005 20ª giornata | Lanciano | 2 – 1 | Padova |  |

| 30 gennaio 2005 21ª giornata | Napoli | 4 – 1 | Lanciano |  |

| 6 febbraio 2005 22ª giornata | Lanciano | 1 – 0 | SPAL |  |

| 13 febbraio 2005 23ª giornata | Rimini | 1 – 1 | Lanciano |  |

| 27 febbraio 2005 24ª giornata | Lanciano | 0 – 0 | Giulianova |  |

| 6 marzo 2005 25ª giornata | Martina | 1 – 0 | Lanciano |  |

| 13 marzo 2005 26ª giornata | Lanciano | 1 – 2 | Foggia |  |

| 20 marzo 2005 27ª giornata | Lanciano | 0 – 0 | Chieti |  |

| 26 marzo 2005 28ª giornata | Sora | 2 – 0 | Lanciano |  |

| 10 aprile 2005 29ª giornata | Lanciano | 3 – 0 | Fermana |  |

| 17 aprile 2005 30ª giornata | Teramo | 2 – 0 | Lanciano |  |

| 24 aprile 2005 31ª giornata | Sambenedettese | 2 – 0 | Lanciano |  |

| 1º maggio 2005 32ª giornata | Lanciano | 1 – 1 | Cittadella |  |

| 8 maggio 2005 33ª giornata | Vis Pesaro | 0 – 1 | Lanciano |  |

| 15 maggio 2005 34ª giornata | Lanciano | 2 – 2 | Reggiana |  |